# Баранское (озеро, Беларусь)
Бара́нское (бел. Баранскае возера) — озеро на территории ландшафтного заказника республиканского значения «Сорочанские озёра» в Островецком районе Гродненской области Белоруссии. Относится к Сорочанской группе озёр в бассейне Вилии.
Озеро располагается на высоте 134 м над уровнем моря между населёнными пунктами Буйки, Мартиново и Барани в Рытанском сельсовете на севере Островецкого района. Простирается в широтном направлении и с востока на запад пересекается Клевелью, верхним течением Сорочанки. Площадь озера составляет 15 га или, по другим данным, 17 га. Длина — 1,08 км, наибольшая ширина — 0,3 км. Длина береговой линии — 2,35 км. Объём воды в озере — 0,54 млн м³. Максимальная глубина — 8,2 м, средняя — 3,15 м. Берега местами болотистые. Склоны котловины покрыты лесом с преобладанием сосны.